# Municipio de Ward (condado de Lonoke)
El municipio de Ward (en inglés: Ward Township) es un municipio ubicado en el condado de Lonoke en el estado estadounidense de Arkansas. En el año 2010 tenía una población de 4508 habitantes y una densidad poblacional de 88,02 personas por km².

## Geografía
El municipio de Ward se encuentra ubicado en las coordenadas 35°1′37″N 91°56′56″O / 35.02694, -91.94889. Según la Oficina del Censo de los Estados Unidos, el municipio tiene una superficie total de 51.21 km², de la cual 51,01 km² corresponden a tierra firme y (0,39 %) 0,2 km² es agua.

## Demografía
Según el censo de 2010, había 4508 personas residiendo en el municipio de Ward. La densidad de población era de 88,02 hab./km². De los 4508 habitantes, el municipio de Ward estaba compuesto por el 94,76 % blancos, el 0,89 % eran afroamericanos, el 0,82 % eran amerindios, el 0,51 % eran asiáticos, el 0,53 % eran de otras razas y el 2,48 % eran de una mezcla de razas. Del total de la población el 2,82 % eran hispanos o latinos de cualquier raza.